# Mitsubishi Magna
Der Mitsubishi Magna ist ein PKW der oberen Mittelklasse, der von Mai 1985 bis September 2005 von der Mitsubishi Motors Australia Ltd. in Tonsley Park (Südaustralien) hergestellt wurde. Die Motoren entstanden ebenfalls in Australien im Werk Lonsdale (Südaustralien).
Vor dem Magna bot Mitsubishi als einer der drei Autohersteller Australiens keine große Familienlimousine als Wettbewerber zum Ford Falcon und Holden Commodore an. Bei der Übernahme der Werke von Chrysler 1980 erbten sie nur den Chrysler Valiant. Dessen Fertigung wurde im Folgejahr eingestellt und der Sigma wurde zum größten Mitsubishi-Modell im australischen Angebot.
Als die Ablösung des Sigma anstand, erkannten die Verantwortlichen, dass die Breite des Wagens eine wichtige Rolle für den australischen Markt spielte. Daher wurden die Chrysler-Ingenieure, die nun für Mitsubishi Australien arbeiteten, beauftragt, ein breiteres Auto zu konstruieren, das im Segment des alten Valiant gegen den Holden Commodore antreten sollte. Die Tatsache, dass andere Hersteller diesem Beispiel folgten, zeigt den Erfolg des Magna-Konzeptes. Ein Beispiel hierfür ist der australische Toyota Camry 1993, der auch breiter war als sein japanisches Gegenstück.
Ab 1992 wurde dem Magna eine luxuriöser ausgestattete Limousine mit größerem Motor mit dem Namen Mitsubishi Verada zur Seite gestellt. Die Exportversionen für Neuseeland hießen zunächst Mitsubishi V3000, später wie in den USA auch Mitsubishi Diamante.

## TM/TN/TP Magna (1985–1991)
Den TM Magna von 1985 gab es nur als viertürige Limousine; ein in Australien entwickelter fünftüriger Kombi war erst beim TN Magna 1987 verfügbar. Das Seitenprofil entsprach dem des japanischen Mitsubishi Galant aus dieser Zeit, aber der Wagen war etliche Zentimeter breiter. Er wurde vom Wheels-Magazin zum Wagen des Jahres 1985 gekürt.
Die Magna-Palette von 1985 umfasste den GLX (speziell als Flottenfahrzeug), den Executive, den SE und den Elite. In späteren Jahren kamen noch der sportliche Elante und der Grand Tourer, sowie etliche Sondermodelle, dazu. Der Magna hatte Frontantrieb und einen quer eingebauten 2,6-l-Vierzylinderreihenmotor der Astron-Serie, der aus dem Vorgänger mit Hinterradantrieb, dem Chrysler/Mitsubishi Sigma, stammte. Der neue Motor hatte hydraulische Motorlager und Ausgleichswellen (wie etwa der Porsche 944), um die Vibrationen des großen Vierzylindermotors zu verringern. Anfangs hatte der Motor einen Vergaser, aber ab Mai 1989 kam eine Benzineinspritzung. Der mittlere Benzinverbrauch lag bei 11 l / 100 km (Stadt) und 7,8 l / 100 km (Landstraße), gemessen nach australischem Standard.
Der Magna hatte ein handgeschaltetes Fünfganggetriebe oder eine vierstufige Automatik mit Overdrive (Der Knopf auf dem Schalthebel war von drei auf vier Stufen schaltbar); das Luxusmodell Elite gab es nur mit Automatik. Die Vorderräder waren an MacPherson-Federbeinen und Querlenkern aufgehängt, hinten gab es eine De-Dion-Achse, die sich bei Limousine und Kombi unterschied.
In den teureren Ausführungen SE und Elite war der Radiorekorder mit einer Diebstahlssicherung ausgestattet, die das Gerät im Falle der Trennung von der Stromversorgung ohne Code nicht mehr nutzbar machte.
Wie viele andere australische Fahrzeuge war der TM Magna von vielen Problemen geplagt (zum Beispiel empfindliche Zylinderköpfe und Automatikgetriebe), die in den folgenden Jahren behoben wurden. Der Kombi des TP Magna und der TR Magna der 2. Generation wurden eine Zeitlang als Safari-Sondermodelle verkauft.
Vom Magna der ersten Generation gab es folgende Ausführungen:
TM (1985–1987), nur als Limousine
- GLX (Vergaser) – Handschaltgetriebe und Automatik
- Executive (Vergaser) – Handschaltgetriebe und Automatik
- SE (Vergaser) – Handschaltgetriebe und Automatik
- Elite (Vergaser) – nur mit Automatik

TN (1987–1989)
- GLX (Vergaser und Einspritzung) – Handschaltgetriebe und Automatik
- Executive (Vergaser und Einspritzung) – nur mit Automatik
- SE (Vergaser und Einspritzung) – Handschaltgetriebe und Automatik
- Challenge Wagon (Vergaser und Einspritzung) – Handschaltgetriebe und Automatik
- Elite (nur mit Einspritzung) – nur mit Automatik
- Elante (nur mit Einspritzung) – Handschaltgetriebe und Automatik – nur als Limousine

TP (1989–1991)
- GLX (Vergaser und Einspritzung) – Handschaltgetriebe und Automatik
- Executive (Vergaser und Einspritzung) – Handschaltgetriebe und Automatik
- SE (nur mit Einspritzung) – Handschaltgetriebe und Automatik
- Elite (nur mit Einspritzung) – nur mit Automatik
- Elante (nur mit Einspritzung) – Handschaltgetriebe und Automatik – nur als Limousine
- Grand Tourer (nur mit Einspritzung) – Handschaltgetriebe und Automatik
- Executive Safari Wagon (nur mit Einspritzung) – Handschaltgetriebe und Automatik – Zweifarbenlackierung

## TR/TS Magna und KR/KS Verada (1991–1996)

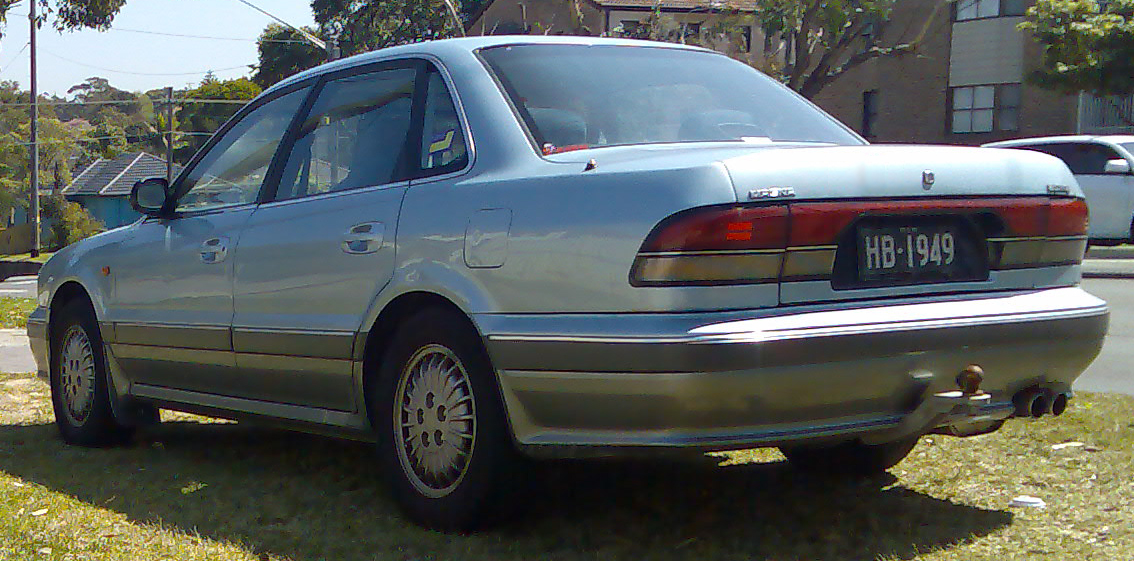
Mitsubishi TR Magna Elite (1991–1994)

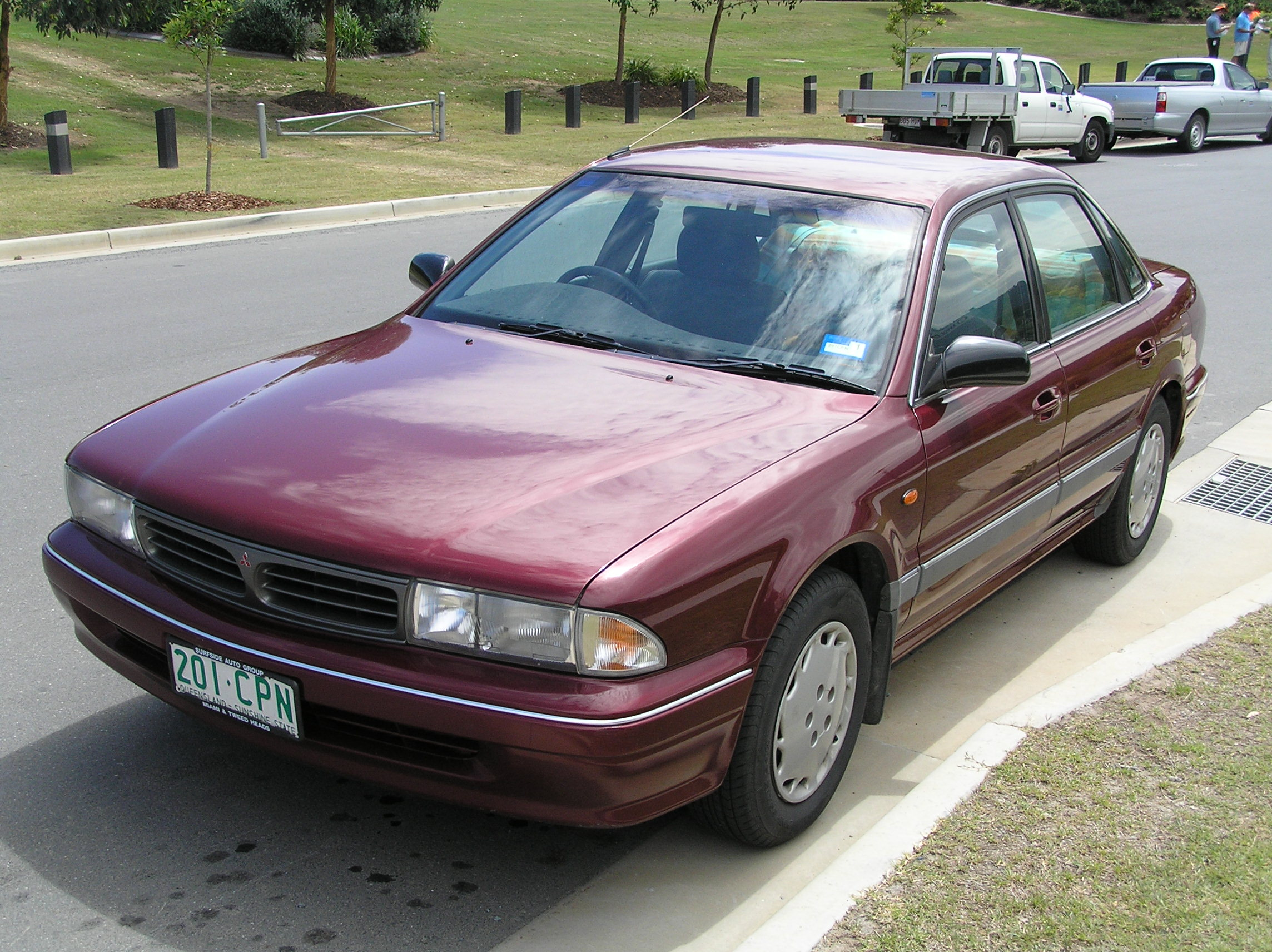
Mitsubishi TS Magna Executive (1994)

1991 wurde der Magna grundlegend umkonstruiert; Limousine und Kombi basierten auf dem japanischen Mitsubishi Diamante und dem Sigma Hardtop. Diese Modellreihe war größer, stabiler gebaut und leistungsstärker als ihre Vorgänger. Anders als das japanische Modell, auf dem er basierte, hatte der TR Magna B-Säulen, eine einfachere Radaufhängung und weniger Elektronik. Dennoch war der TR Magna auch für den Export gedacht und die Qualität entsprach diesem Anspruch.
Wie die erste Magna-Generation gab es auch den TR anfangs nur mit Vierzylindermotoren. Da damals die australische Wirtschaft noch unter einer Rezession zu leiden hatte, bestand wenig Interesse an einem Sechszylindermodell. Als aber 1993 sich die Wirtschaft erholte und die Treibstoffpreise stabil blieben, gab es den TR Magna auch mit V6-Motor, dem gleichen, der schon seit 1991 im KR Verada angeboten wurde. Magna und Verada hatten die gleiche Karosserie, die Verada-Modelle (Ei und Xi) hatten aber größere Stoßfänger für den Export in die USA und Luxusaccessoires, wie zum Beispiel elektronisch geregelte Stoßdämpfer (elektronisches Fahrwerk) beim Verada Xi. Ab 1993 wurde der V6-Motor des Verada auch im Magna angeboten.
Im März 1994 erhielten alle Modelle eine Modellpflege und wurden zum TS Magna, bzw. KS Verada. Beide Motoren wurden überarbeitet und der Verada bekam eine bessere Ausstattung einschließlich eines neuen Kühlergrills, um sich vom im populärer werdenden Magna V6 zu unterscheiden.
Die meisten dieser späteren 2,6-l-R4- und 3,0-l-V6-EFI-Motoren wurden auf unverbleites Superbenzin umgestellt, was ihnen deutlich höhere Leistung und ein deutlich höheres Drehmoment brachte.
1996 wurden die TS/KS-Modelle von der komplett neuen TE-Serie ersetzt, wobei die TS-Kombis noch bis 1997 verkauft wurden, bis der TE-Kombi fertig war. Als Beweis für die Qualität australischer Mitsubishi-Wagen wurde ein Kombi-Modell nach Japan geschickt und stellte dort dem Samen für weltweite Exporte des australischen Magna dar. Die luxuriöse Exportversion des V6-Kombis wurde in Australien im Dezember 1995 als Mitsubishi TS Verada Touring Wagon in limitierter Auflage verkauft, 81 Stück mit Handschaltgetriebe und 99 Stück mit Automatikgetriebe.
Die laufenden Crash-Versuche ergaben, dass die Serie einen außergewöhnlich guten Unfallschutz für eine zeitgenössische Familienlimousine mit Vierzylindermotor bot.
TR (1991–1994)
- GLX (nur Vergaser) – Handschaltgetriebe und Automatik
- Executive (nur Einspritzung) – Handschaltgetriebe und Automatik
- Executive V6 (nur Einspritzung) – Handschaltgetriebe und Automatik
- SE (nur Einspritzung) – Handschaltgetriebe und Automatik
- Elite (nur Einspritzung) – nur Automatik

KR (1991–1994)
- Ei V6 (nur Einspritzung) – nur Automatik – nur als Limousine
- Xi V6 (nur Einspritzung) – nur Automatik – nur als Limousine – mit elektronischem Fahrwerk

TS (1994–1996)
- GLX (nur Vergaser) – Handschaltgetriebe und Automatik
- Executive (nur Einspritzung) – Handschaltgetriebe und Automatik
- Executive V6 (nur Einspritzung) – Handschaltgetriebe und Automatik
- SE (nur Einspritzung) – Handschaltgetriebe und Automatik
- SE V6 (nur Einspritzung) – nur Automatik
- SI V6 (nur Einspritzung) – Handschaltgetriebe und Automatik – nur als Limousine
- Advance V6 (nur Einspritzung) – Handschaltgetriebe und Automatik

KS (1994–1996)
- Ei V6 (nur Einspritzung) – nur Automatik – nur als Limousine
- Xi V6 (nur Einspritzung) – nur Automatik – nur als Limousine – mit elektronischem Fahrwerk

## TE/TF/TH/TJ/TL/TW Magna und KE/KF/KH/KJ/KL/KW Verada (1996–2005)

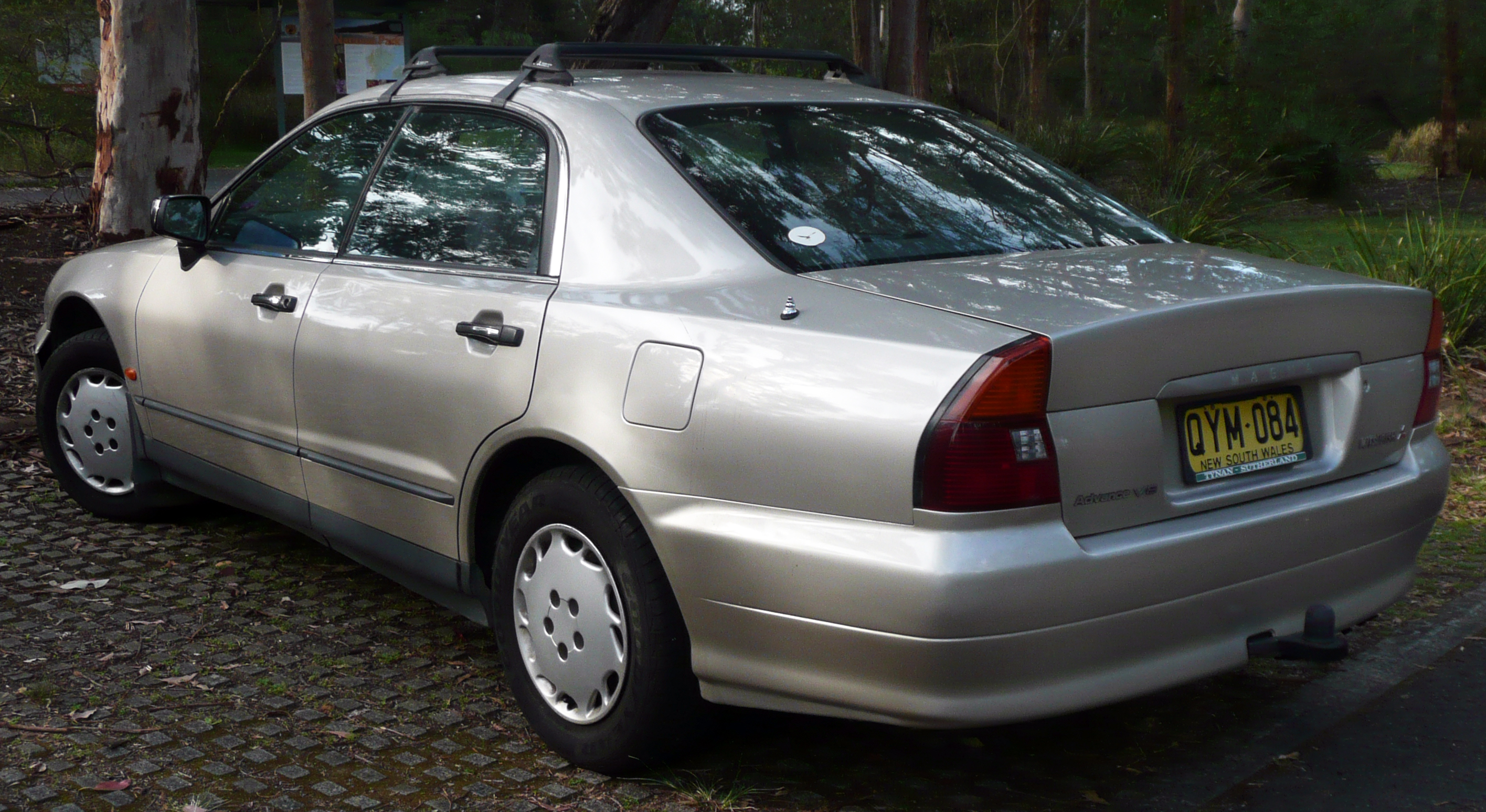
Mitsubishi TE Magna Advance
(1996–1997)

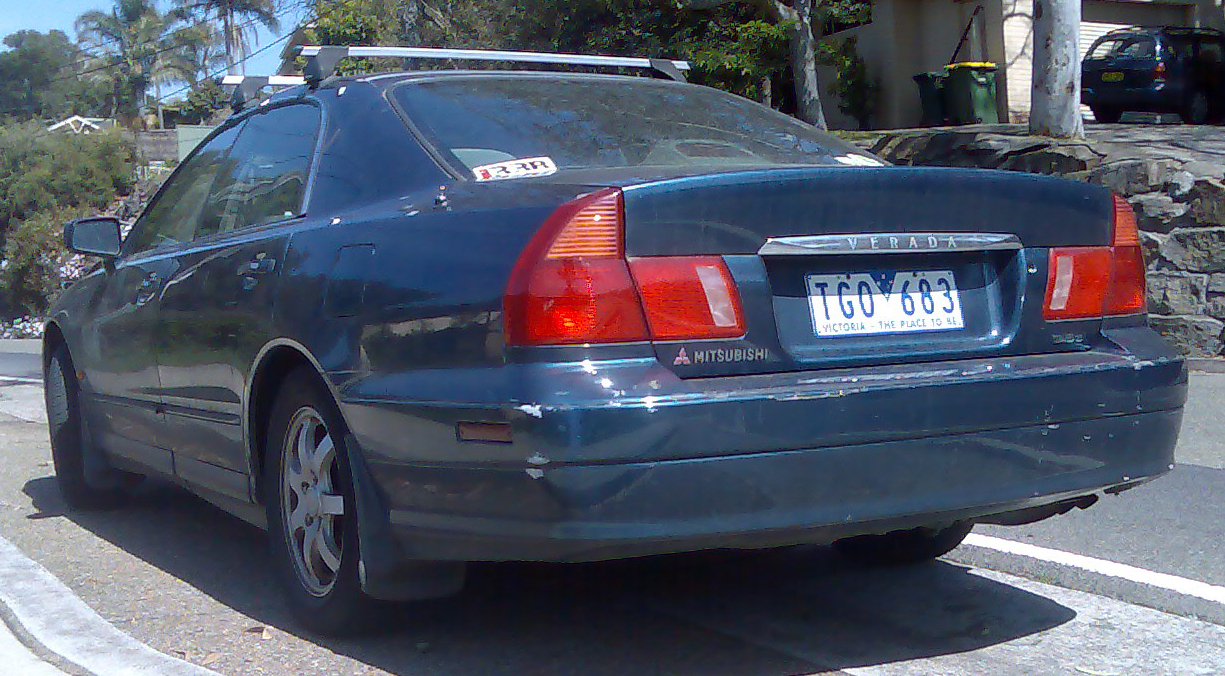
Mitsubishi KE/KF Verada Ei
(1996–1999)

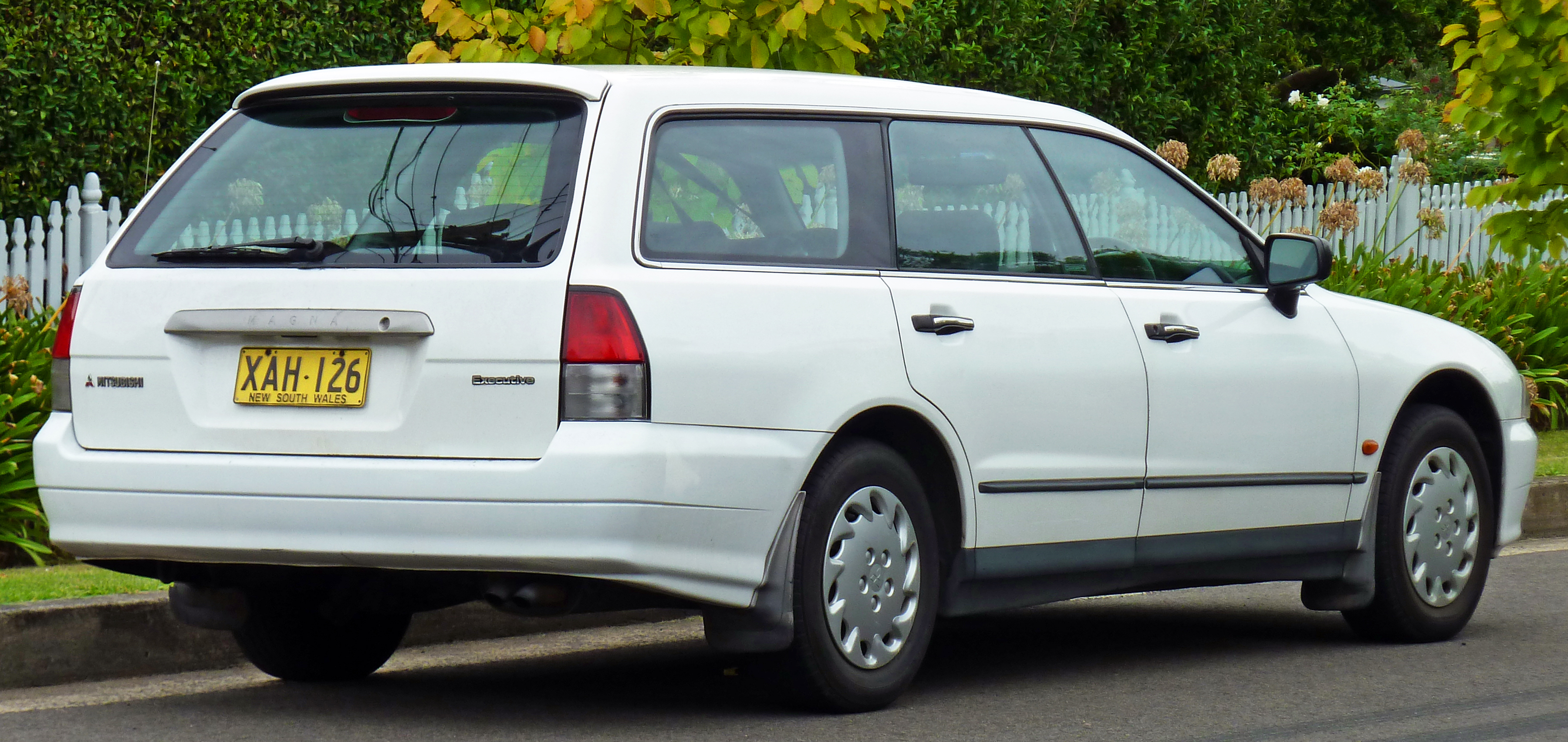
Mitsubishi TE/TF Magna Altera LS (1996–1999)

1996 stellte Mitsubishi die dritte Generation des Magna, die TE-Serie (intern: Code YR), vor. Sie beruhte weitgehend auf dem japanischen Diamante ohne B-Säulen. Ein 2,4-l–R4-Motor (Code 4G64-S4, 90 % Neuteile gegenüber dem Vorgänger) und ein 3,0-l-V6 waren anfänglich verfügbar, während ein 3,5-l-V6 den KE Verada antrieb, von dem viele nach Japan und in die USA als Diamante exportiert wurden. Magna und Verada wurden von Wheels zu den Autos des Jahres 1996 gewählt.
Zu dieser Zeit war der Magna Australiens Auto mit dem geringsten Luftwiderstandsbeiwert (cw) von 0,28. Er hatte rahmenlose Fenster, schmalere B-Säulen und war länger und breiter als die ausgelaufene TS-Serie. Der Kofferraum und auch die Fußräume vorne und hinten waren größer geworden. Kritiker bemängelten allerdings den geringeren Kopfraum. Auch gefiel vielen die Kombination aus grauer Innenausstattung und hoher Gürtellinie nicht, die den Insassen das Gefühl gaben, in einem Bunker zu sitzen.
Mitsubishi bot den TE Magna mit Vier- oder Sechszylindermotoren an, wobei sich ein Trend zu den Sechszylindermotoren zeigte, weil die Benzinpreise für australische Verhältnisse relativ niedrig blieben. Das Angebot beschränkte sich zunächst auf zwei Modelle, den Executive und den Altera, beide mit vier- oder sechs Zylindern, Fünfganggetriebe oder vierstufiger Automatik. Im Oktober 1996 kamen der voll ausgestattete Advance und der Altera LS dazu. Der Vierzylindermotor hatte 2,4 l Hubraum, leistete 143 PS (105 kW) und bot 205 Nm Drehmoment, für den 3,0-l-V6-Motor mit Saugrohreinspritzung lauteten die entsprechenden Werte 190 PS (140 kW) und 255 Nm. Die Beschleunigung von 0–100 km/h und das Durchzugsvermögen von 80–100 km/h waren verbessert. Die Vierstufenautomatik INVECS II war neu und konnte sich den Gewohnheiten des Fahrers und den Umweltbedingungen anpassen und so die optimale Übersetzung für jede Fahrsituation bieten. Die Vorderräder waren einzeln aufgehängt, die Hinterräder hatten Scheibenbremsen und ein Antiblockiersystem (ABS) war auf Wunsch erhältlich. Das Bremssystem umfasste auch die erste australische „Banksia“-Handbremse, die 10–20 % leichter und billiger zu fertigen war.
Das günstigste Modell der TE-Serie war der Executive, der auch schon mit Servolenkung, vier Lautsprecher, elektrisch verstellbare Spiegel, Fernbedienung für Kofferraum und Tankklappe, Zentralverriegelung und Wegfahrsperre ausgestattet war. Der Altera bot zusätzlich eine Klimaanlage, elektrische Fensterheber und Tempomat in Serie. Auf Wunsch gab es Airbags für Fahrer und Beifahrer, ABS, CD-Spieler und Aluminiumräder. Der Advance und der Altera LS hatten ABS, CD-Spieler und Aluminiumräder serienmäßig. In Neuseeland hießen alle Magna und Verada ab dieser Serie Diamante; vorher waren sie als V3000 verkauft worden.

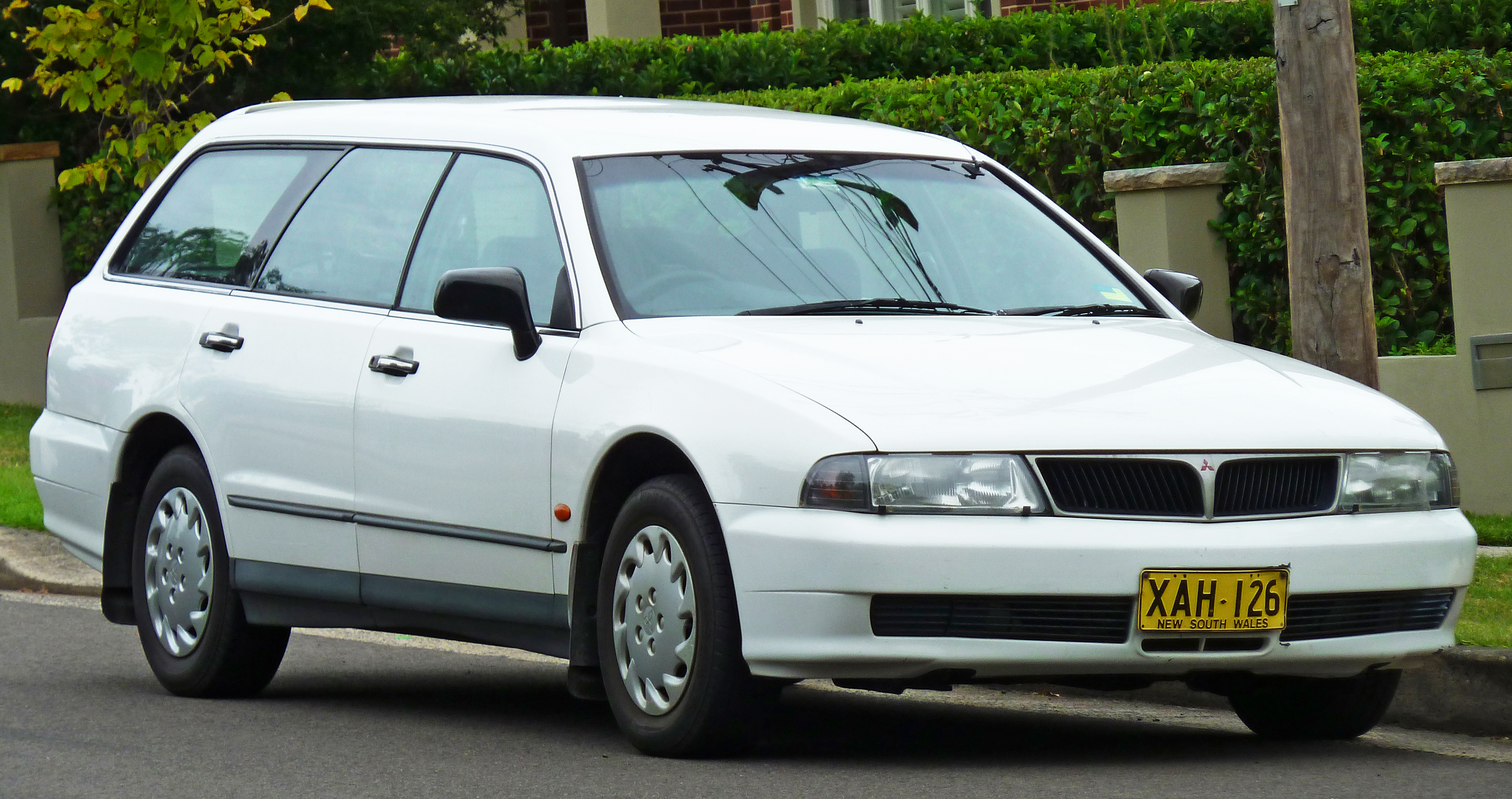
Mitsubishi TE/TF Magna Altera LS (1996–1999)

In der ersten Jahreshälfte 1997 wurden der TF Magna und der KF Verada eingeführt. Den Magna gab es in fünf Ausstattungsvarianten: Executive, Advance, Altera, Altera LS und Sports. Den 2,4-l-Vierzylinder gab es nur noch im Executive. Gegenüber dem Vorgänger war die Innenausstattung verbessert und die Radabdeckungen verändert worden; erstmals gab es einen Geschwindigkeitsalarm und Becherhalter. Executive und Advance zeigten das gleiche Erscheinungsbild, aber der Advance hatte eine bessere Innenausstattung und hatte serienmäßig ABS und Airbags. Altera und Altera LS hatten elektrische Fensterheber und einige andere Ausstattungsdetails, wie beispielsweise Airbags, aber die Außenfarben waren Standard. Den Altera gab es nicht mehr mit Handschaltgetriebe, sondern nur noch Executive, Advance, Solara und Sports. Von Juni bis August 1998 wurde die limitierte Serie Solara angeboten, die wie der Advance ausgestattet war und zusätzlich Aluminiumräder und Sonderfarben bot.
Den TF Sports gab es in nur vier Farben: Parisweiß, Flammenrot, Nautilusblau und Frontierdunkelgrün. Er war wie der Executive ausgestattet und bot zusätzlich eine Abrisskante am Heck, rote Seitenstreifen, polierte 16-Zoll-Aluminiumräder vom Verada und eine besondere Innenausstattung. Diese Version kam mit dem V6, der auf Wunsch mit einer vierstufigen Automatik mit manuellem Schaltmodus kombiniert war und ein besseres Handling bot: Er hatte zusätzlich einen 18-mm-Stabilisator, 11 % härtere Federn, steifere Lenkerbuchsen und eine um 10 mm verringerte Bodenfreiheit. Auf Wunsch gab es zwei Airbags und ABS. Im Oktober 2008 wurde dieses Modell eingestellt.
Gegen Ende der TF Magna – Serie gab es verschiedene neue Farben; der letzte TF lief im Dezember 1998 vom Band. Der KF Verada mit 3,5-l-V6 entsprach seinem Vorgänger mit Ausnahme einiger zusätzlicher Ausstattungsdetails, wie zum Beispiel dem Geschwindigkeitsalarm. Etwa 60.000 Stück entstanden.

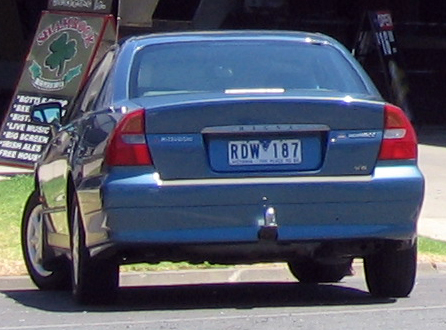
Mitsubishi TH Magna Executive
(1999–2000)

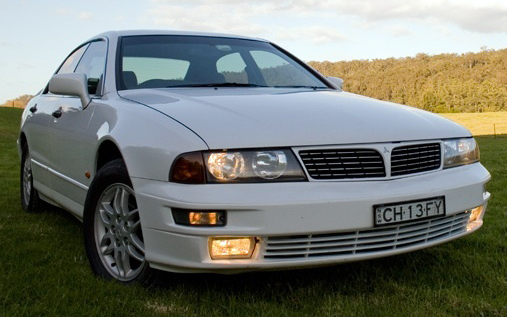
Mitsubishi KH Verada Ei
(2000)

TH Magna und KH Verada wurden Anfang 1999 vorgestellt, wobei die ersten Fahrzeuge schon im Dezember 1998 entstanden. Die Überarbeitung kostete 12 Mio. AU-$. Es gab einige Styling-Überarbeitungen, wie aggressiverer Kühlergrill, überarbeitetes Heck, verbesserte Innenausstattung und geänderte Radabdeckungen und Aluminiumräder. Anstatt der Außenfarbe Flammenrot gab es nun Sienarot; Sableschwarz kam dazu und sonst wurden die Farben vom TF/KF übernommen. Der Vierzylinder-Magna wurde im März 1999 eingestellt und der 3,5-l-V6 des KH Verada war jetzt auch im Magna erhältlich. Der Vierzylinder entfiel wegen geringen Käuferinteresses, da die Kunden größere und stärkere Motoren bevorzugten. Der TH Magna war das erste australische Auto, das serienmäßig mit ABS / EBD ausgestattet war. Ein neues Ausstattungsdetail war der Bordcomputer mit integrierter Diebstahlswarnanlage. Executive, Advance und Sports waren mit Handschaltgetriebe oder Automatik erhältlich, der Altera LS nur mit Automatik.
Mitsubishi bot als erster australischer Automobilhersteller eine Antriebsschlupfregelung mit dem Namen „TCL“ in seinen großen Automatikmodellen wie dem Magna Sports an. TCL war auch abschaltbar. Im Herbst 1999 gab es ein Sondermodell Solara und im April 2000 ein weiteres namens V6 Si. Der Altera LS wurde 2000 eingestellt, da er dem Verada Si so ähnlich war. Die 1999er-Modelle hatten keine V6-Schilder mehr, aber die 2000er-Modelle hatten sie wieder rechts unten an der Kofferraumhaube. Von Mai bis Juni 2000 entstanden 1.000 Stück Executive LS, die dem Altera LS ähnelten, aber keine elektrischen Fensterheber, Airbags und Sonderfarben boten.
Der Magna Sports nahm an der australischen GT Production Car Championship teil und konnte in der Hand von Werks- und Privatfahrer Robert Chadwick etliche Erfolge verbuchen. Der Wagen hatte ein Differenzial mit Schlupfbegrenzung, wie es später im TJ Magna Ralliart auftauchte.

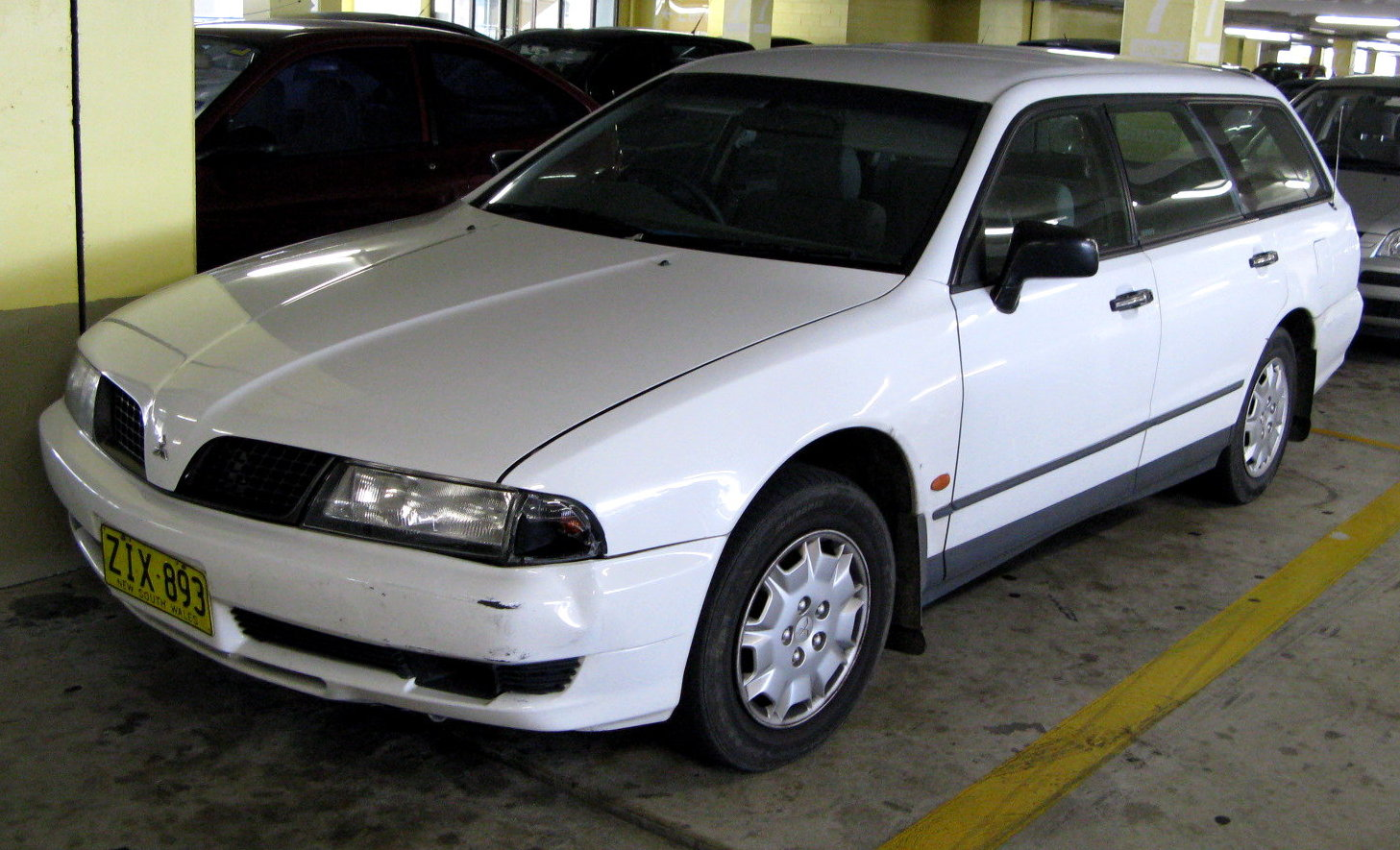
Mitsubishi TJ Magna Executive (2000–2002)

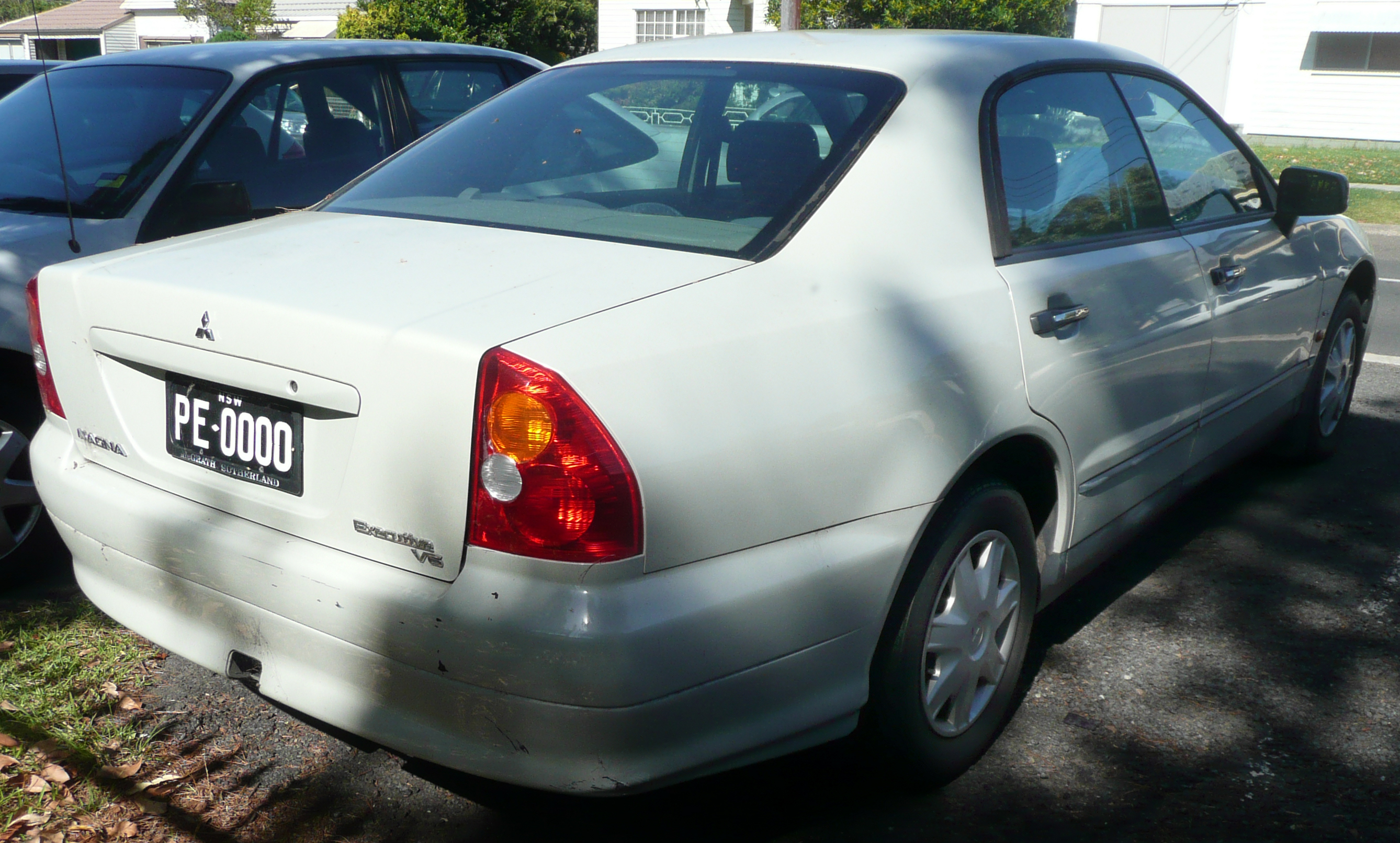
Mitsubishi TJ II Magna Advance (2002–2003)

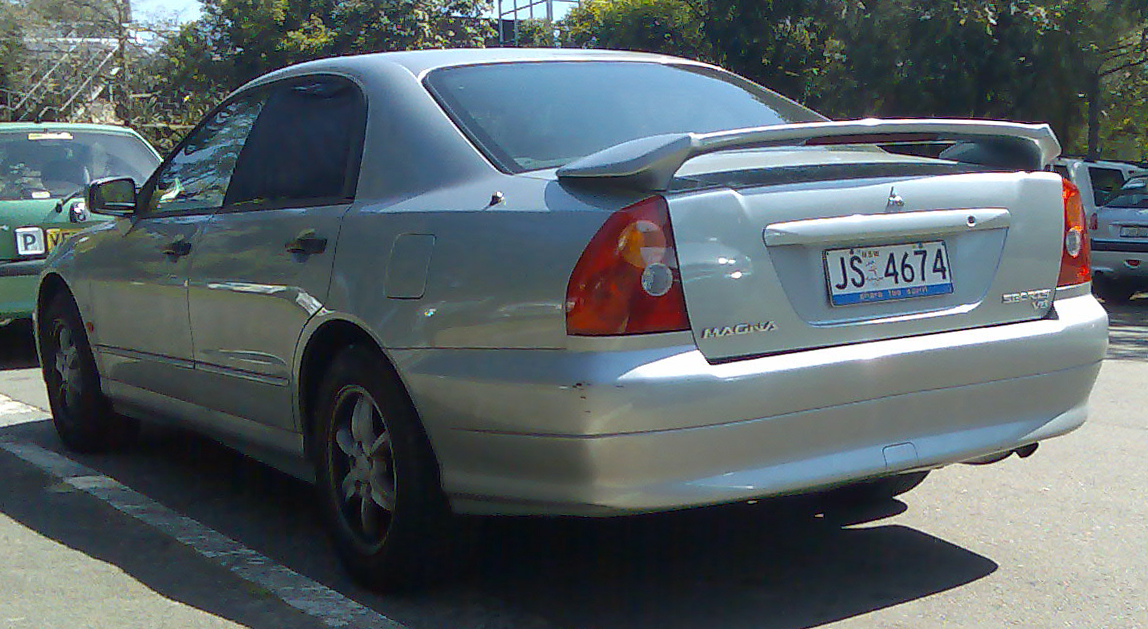
Mitsubishi TJ Magna Sports
(2000–2002)

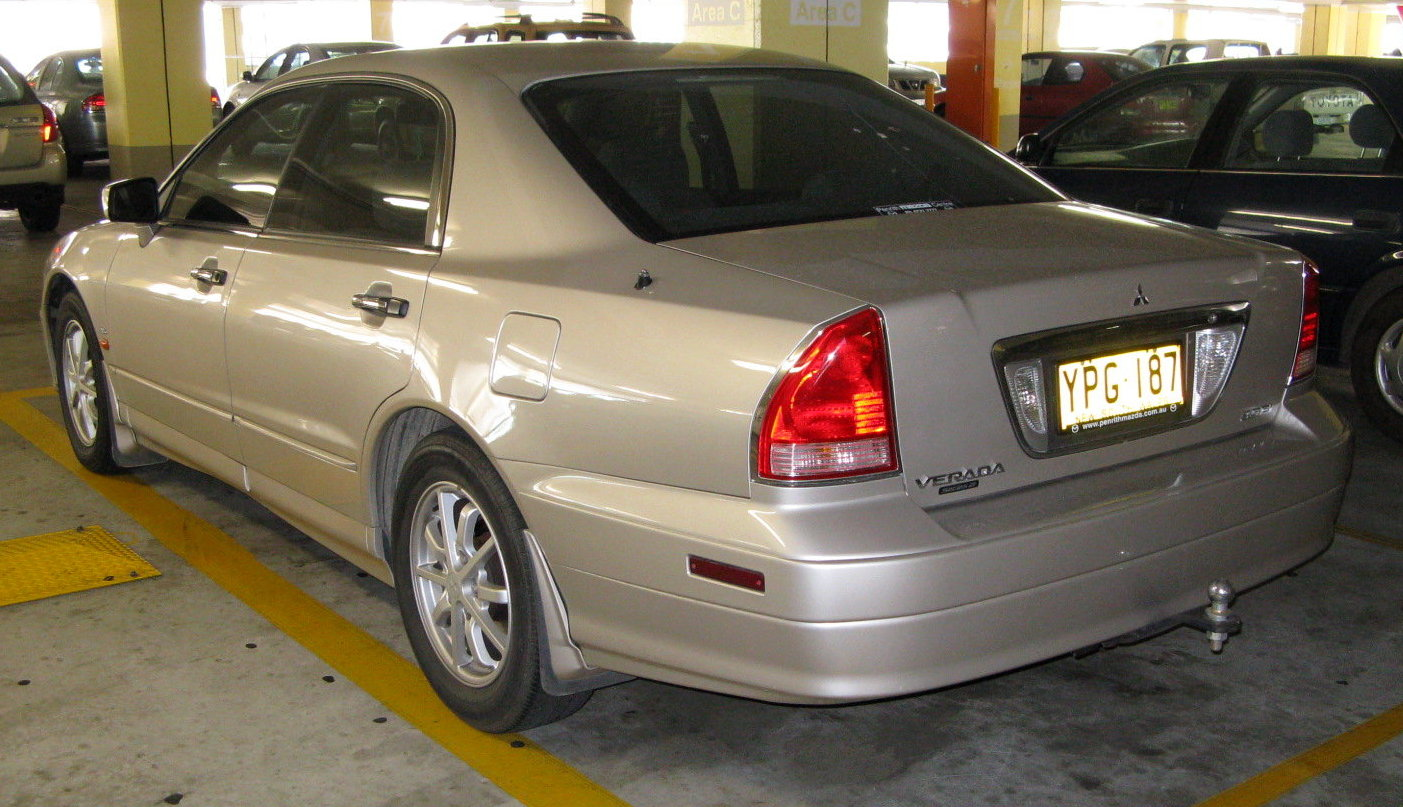
Mitsubishi KJ II Verada Ei
(2002–2003)

Mit der Einführung des TJ Magna / KJ Verada im Juli 2000 setzte sich ein aggressiveres Styling durch. Die grobe Form entsprach der der Vorgängermodelle TE bis TH, bzw. KE bis KH, aber der mittlere Teil der Motorhaube war angehoben und der Kühlergrill wurde durch einen breiten senkrechten Steg in Wagenfarbe geteilt, der ein neues verchromtes Mitsubishi-Zeichen anstelle der traditionellen drei roten Diamanten trug. Der Magna Sports und das neue VR-X-Modell hatten die gleiche Blinker-Scheinwerfer-Kombination wie der Verada (der erste australische Wagen mit parabolischen Scheinwerfern). Hinten zeigte die Kofferraumhaube einen zurückgesetzten Mittelteil und neue Rückleuchten mit runden Lichtern. Das konservative Management von Mitsubishi Japan lehnte den Vorschlag von schwarzen Diamanten für die Sports- und VR-X-Modelle ab.
Die TJ-Palette bestand aus Executive, Advance, Sports und VR-X-Modell. Es wurden etliche neue Farben eingeführt, zum Beispiel ein sehr helles Inselblau (Aqua) und Gletschergrün (Green Aqua), die jedoch nach wenigen Monaten wieder aus dem Angebot fielen. Im Mai 2001 wurde ein dunkleres Pazifikblau als Ersatz für die oben erwähnten beiden Farben eingeführt, und auch Flammenrot gab es wieder. Es waren graue und beige Interieurs erhältlich, die mit jeder Außenfarbe kombiniert werden konnten, aber Grau wurde eindeutig bevorzugt, sodass es bei Einführung der Serie II zum Standard wurde.
In der neuen Modellreihe wurde anfangs immer noch der 3,0-l-V6 angeboten, aber bald zugunsten des 3,5-l-V6 fallen gelassen. 3,0-l-Executive-Modelle des TJ Magna sind im Vergleich zu denen des TH Magna extrem selten. Der 3,5-l-V6 wurde leicht überarbeitet und leistete nun zunächst 204 PS (150 kW), bald darauf sogar 211 PS (155 kW). Erstmals gab es eine Flüssiggasvariante, deren Motor 194 PS (143 kW) bei 5.000 min−1 leistete und bei 4.000 min−1 ein maximales Drehmoment von 296 Nm lieferte.
Die neuen Modelle VR-X und Sports hatten nun einen Ansaugverteiler mit weniger Strömungswiderstand, was die Motorleistung auf 222 PS (163 kW) trieb. Die Nockenwelle war härter für weniger Verschleiß an den Nocken. Der Auspuff sorgte für einen moderat sportlichen Ton. Der Sports war in allen Farben erhältlich und hatte Aluminiumräder 16″ × 6″ mit normalen Reifen, ein verbessertes Fahrwerk mit Stabilisator und eine Heckabrißkante. Der mechanisch gleiche VR-X war auch in allen Farben erhältlich, hatte aggressiv aussehende Karosserieveränderungen und die gleichen Aluminiumräder und Heckabrißkante wie der Sports; dazu kamen Verlängerungen der vorderen und hinteren Stoßfänger, verbreiterte Radläufe, Seitenverkleidungen und verchromte Endrohre am Auspuff. Zu dieser Zeit waren der TJ Magna Sports und der TJ Magna VR-X die schnellsten australischen Sechszylindermodelle ohne Aufladung gegenüber ihren Konkurrenten, dem AU Ford Falcon XR6 / XR8, dem Holden Commodore S mit V6-Turbo und sogar dem HSV XU6. Die Mechanik wurde später auch in den Verada, die nur mit Automatik erhältlich waren, eingebaut und als TJ Verada GTV verkauft. Der Verada GTV wurde in den USA als Diamante VR-X angeboten.
Im Mai 2001 brachte Mitsubishi ca. 200 Exemplare eines TJ Magna VR-X Limited Edition mit Aluminiumrädern 17″ × 7″, schwarzen Bremszangen, schwarzen Türgriffen und einem Luxuspaket heraus, das eine teils schwarze, teils in Wagenfarbe gehaltene Stoffinnenausstattung mit rotem und blauen Howe-Leder und passenden Instrumentenbord in Abhängigkeit von der gewählten Außenfarbe, ein silber-schwarzes Lederlenkrad, eine silberne Mittelkonsole, eine verchromte Platte für den Schalthebel, ein verbessertes Verada-Soundsystem mit in das Armaturenbrett eingebautem Vierfach-CD-Wechsler und dem Verada-Bordcomputer enthielt. Dazu kam auf Wunsch ein Sonnendach (mit besserem Innenraumlichtpaket). Es gab auch einen Magna Limited Edition (L.E.), der auf dem Executive basierte und folgende Verada-Ausstattungsdetails bot: Lederausstattung, parabolische Scheinwerfer und Nebellampen.
Das auf Wunsch erhältliche Sonnendach gab es später bei allen Magna-Modellen ab dem TJ Serie II; die Alufelgen 17″ × 7″ wurden Standard bei dem VR-X-Modellen, ebenso wie die Klimaautomatik des Verada. Sports-Modelle mit Automatikgetriebe, VR-X-Modelle und der Verada hatten nun eine fünfstufige Automatik, die Mitsubishi als erster australischer Hersteller anbot. Die vierstufige Automatik wurde zum Standard bei allen anderen Modellen des TJ Magna Serie II.
Im Oktober 2001 stellte Mitsubishi auch den Magna Ralliart zusammen mit dem Magna Sportswagon auf der Sydney Motorshow vor. Letzterer war ein Magna-Kombi mit der Mechanik des Sports oder des VR-X und etlichen Karosserieumbauten. Der Magna Ralliart jedoch war ein Konzeptfahrzeug, das die Rallyefähigkeiten von Mitsubishi manifestieren sollte – sein Styling erinnerte an das des Lancer Evolution VI TME einschließlich des zweistufigen Spoilers. Als Prototyp soll der Magna Ralliart Allradantrieb und Sportsitze und ein Lenkrad von Recaro sowie eine verbesserte Stereoanlage besessen haben.
Wegen Finanzproblemen brachte Mitsubishi den Ralliart später nur mit Frontantrieb und eigenen Sportsitzen, bzw. Lederlenkrad – mit Recaro-Leder (!) –, sowie einer verbesserten Stereoanlage heraus. Er hatte 17-Zoll-Aluminiumräder und Fahrwerkskomponenten von Enkei, größere Bremsscheiben, ein verbessertes, schärferes Nockenprofil, Modifikationen am Zylinderkopf, eine neu eingestellte Einspritzung und Freiflussauspuffsammler, die die Leistung auf 245 PS (180 kW) brachten; die Wagen gab es mit manuell zu schaltendem Fünfganggetriebe oder fünfstufiger Automatik. Die Automatikversionen ähnelten den Sports- / VR-X-Modellen und hatten daher auch die TCL-Antriebsschlupfregelung, wogegen die Wagen mit Schaltgetriebe exklusiv ein Differenzial mit begrenztem Schlupf hatten. Innerhalb der TJ-Palette brachte Mitsubishi auf einen Sports Wagon, der umfangreiche Karosserieveränderungen, ein sportlicheres Fahrwerk und die gleichen Aluminiumräder wir die Sports-Limousine hatte.
Der TJ Magna war das offizielle Begleitfahrzeug der internationalen Tour Down Under-Fahrradtour in Adelaide, wo die Autos und die V6-Motoren gefertigt wurden. 2001 gewann ein TJ Magna Sports des GT-Production „Showroom Showdown“ Enduro Race in Bathurst und ein Magna V8 mit Hinterradantrieb nahm an der Australian Super Touring Class Championship in den V8 Future Touring Class teil.
2001 wurden 43.492 Magna / Verada hergestellt, wobei 19.215 Stück in den Export gingen. Der TJ Magna / KJ Verada wurde in die USA, nach Neuseeland, in den Nahen Osten und nach Puerto Rico ausgeführt – und eine Zeitlang wurden diese Wagen sogar von der Polizei im Irak eingesetzt.
2001 wurde der Mitsubishi TJ Magna VR-X von den Motorjournalisten zum besten Hochleistungsauto auf dem australischen Markt gewählt.
Seit diesem Jahr begegnete Mitsubishi den Gerüchten über eine Schließung des Werks in Adelaide mit einem massiven Werbefeldzug, der kostenlose Inspektionen und Geld-Zurück-Angebote enthielt. 2002 gewann das Exportmodell Diamante den neuseeländischen „Auto des Jahres“ – Preis für das „Beste große Auto“.

### Allradantrieb
2002 führte Mitsubishi eine Reihe Allrad-Magna und -Verada ein, nachdem die TJ Magna der Serie II einige kleinere Ausstattungsverbesserungen und seitliche Stoßschutzleisten der Exportmodelle erhalten hatten. Es handelte sich dabei um die erste australische Limousine mit Allradantrieb, die ein System namens Quadtec erhielt, um weiterhin Mitsubishis Rallyeerfahrungen herauszustellen. Die Entwicklung kostete 7 Millionen australische Dollar. Das Modell basierte auf dem TJ Magna und schlug den Ford Territory und den Holden Adventra als erstes seriengefertigtes allradgetriebene Modell auf dem australischen Markt. Das Antriebssystem erwies sich als mechanisch zuverlässig und zeigte ein besseres Fahrverhalten als der Frontantrieb, konnte aber keine wesentlichen Steigerungen der Verkaufszahlen erreichen.
Das Allradantriebsmodell und der Verada hatten beide den V6-Motor mit 209 PS (154 kW) und 310 Nm, während der Sports mit einer Version mit 216 PS (159 kW), 318 Nm und einem Freiflussauspuffsammler ausgestattet war. Die Leistungs- und Drehmomentausbeute standen der des Frontantriebs-Magnas leicht nach, da der zusätzliche Antriebsstrang des Allradantriebes dem Freiflussauspuffsammler etwas Platz wegnahm, was zu einer ungünstigeren Form führte. Für seine Ausstattung brauchte das Allradantriebsmodell eine neue Spritzwand. Wegen Einschränkungen finanzieller Art und bei der Entwicklung hatte der TL Magna VR-X AWD auch nur 16-Zoll- statt der 17-Zoll-Räder der Version mit Frontantrieb.
Ursprünglich peilte man 300 Verkäufe im Monat an, aber im August 2003 zeigte sich, dass nur 150 Allrad-Magna im Monat verkauft werden konnten. Allradantrieb gab es für den Magna und für den Verada nur als Limousine und nur in Verbindung mit dem Automatikgetriebe, das auch einen manuellen Schaltmodus hatte. Flottenbetreiber und Leihwagenfirmen kauften die gesamte 2002er-Produktion auf, sodass der Wagen erst 2003 für Privatkunden erhältlich war.
In der TL Magna – Serie (siehe unten) – wo die Sports-Modelle inzwischen als VR bezeichnet waren – gab es neben den Fahreigenschaften nur geringe Bezeichnungsunterschiede zwischen den Allrad- und den Frontantriebsmodellen. Die Fahrzeuge mit Allradantrieb waren je nach Modell und Ausstattung bis zu 140 kg schwerer als die Frontantriebsmodelle. Die offiziellen Angaben zum Benzinverbrauch zeigen nur einen geringen Mehrverbrauch. Als TL Magna VR wurde das Modell bei der Polizei in New South Wales eingeführt, insbesondere in der Region Sydney. Der TL Magna AWD gewann auch die australische Rallyemeisterschaft bei seinem ersten Einsatz 2004.
Die Fertigung der allradgetriebenen Modelle wurde 2005 eingestellt, als die Magna / Verada – Baureihe durch die Limousine 380 ersetzt wurde.

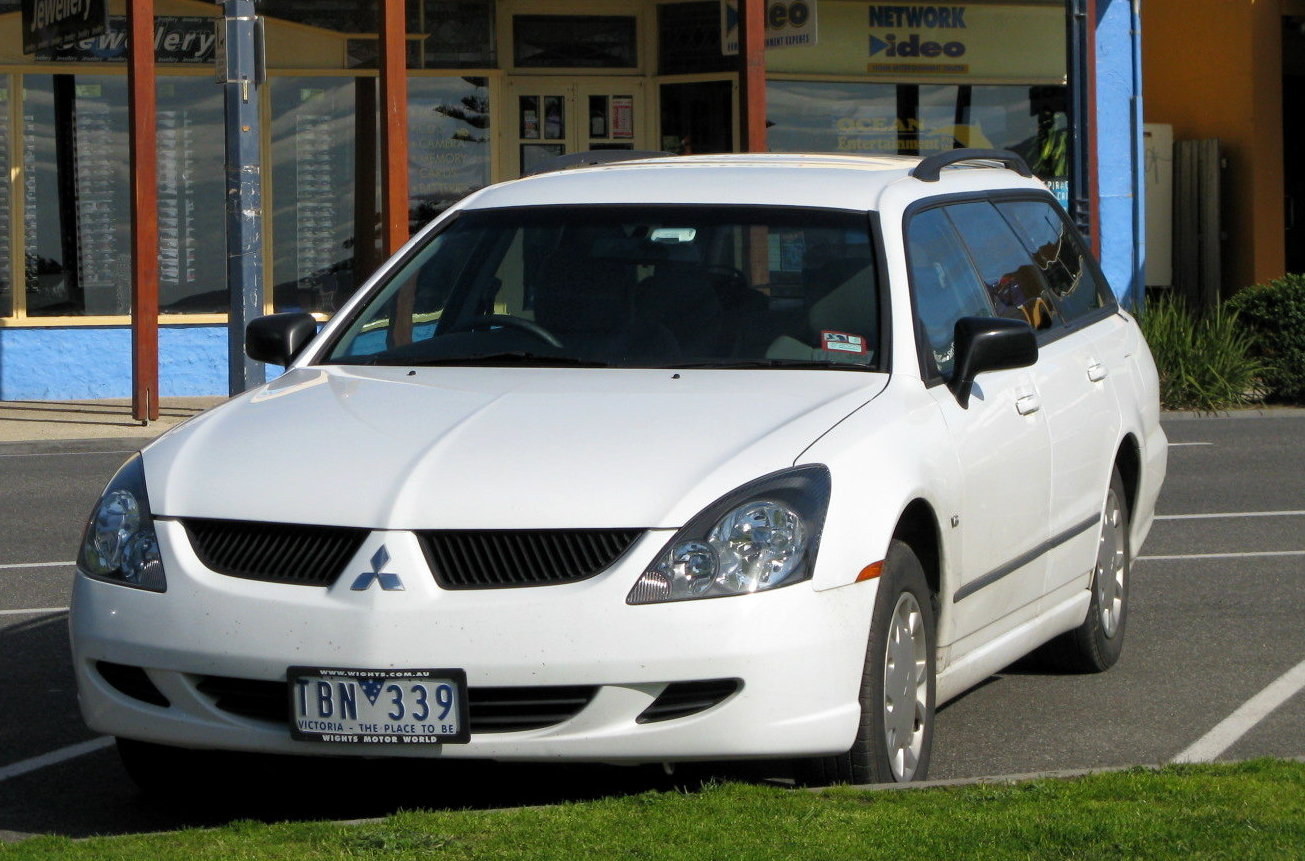
Mitsubishi TL Magna ES (2003–2004)

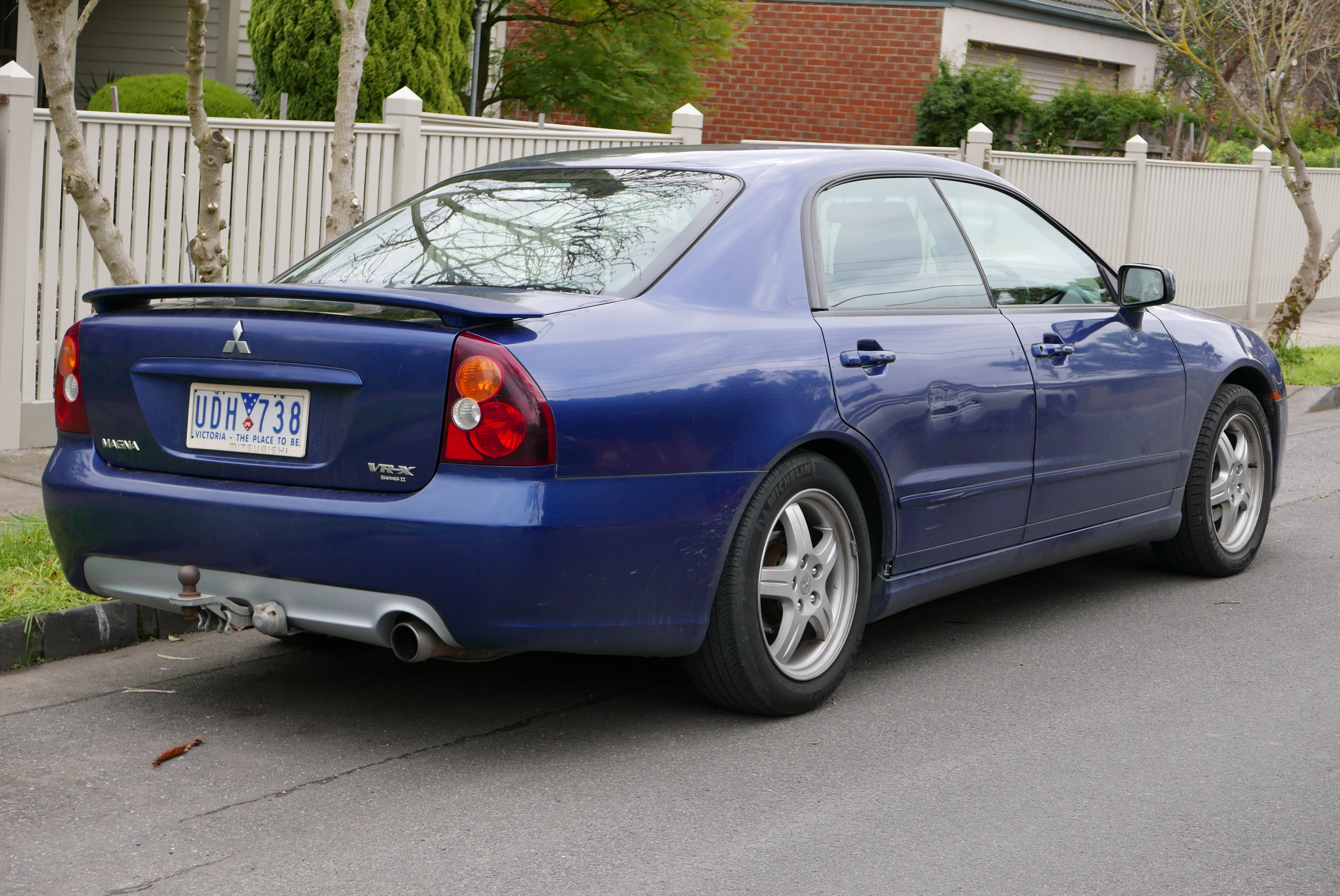
Mitsubishi Magna (TW) VR-X (2005)

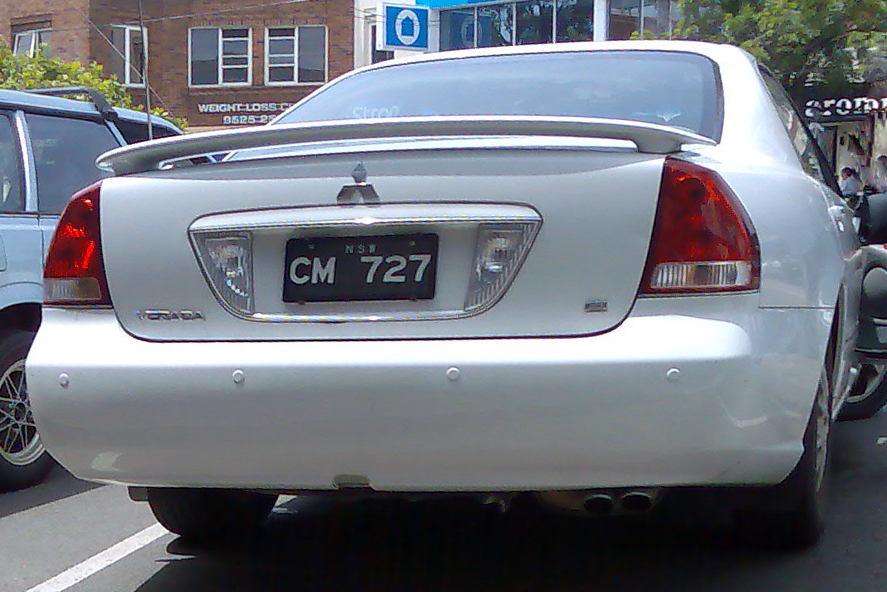
Mitsubishi KL Verada Ei (2003–2004)

Mitsubishi zeigte den neuen Magna erstmals auf der New York Motor Show 2003. Der Wagen war als Diamante ausgewiesen und für den Export nach Kanada gedacht. Mitsubishi Australien stellte die neue Baureihe – TL Magna und KL Verada – im Juli 2003 vor. Wie die Evolution vom Holden Commodore VX II zum VY lief auch die vom TJ Magna zum TL Magna ab: Die Wagen hatten neue Fronten und Heckabschlüsse, eine Fülle mechanischer Änderungen und eine überarbeitete Innenausstattung.
Die Modelle dieser Reihe hießen nicht mehr Executive, Altera und Sports, sondern ES, LS und VR. Die einzige übernommene Bezeichnung war VR-X. Auch ein Sondermodell Solara gab es wieder; es hatte elektrische Fensterheber, Aluminiumräder und eine Heckabrißkante. Auf Wunsch war die komplette Lederausstattung des VR-X zu ordern. Weitere Sondermodelle waren die Ralliart vom VR und VR-X, die im Fernsehen mit Hilfe des Mitsubishi-Rallyefahrers Ed Ordynski beworben wurden und Koni-Fahrwerksteile, Sonderfarben und die Aluminiumräder des originalen TJ Magna Ralliart hatten. Motor und Bremsen blieben gegenüber dem Standardmodell unverändert.
Die neue Baureihe hatte ein Facelift durch Frenchman und den ehemaligen Mercedes-Designer Olivier Boulay erhalten. Mechanisch allerdings entsprachen die Wagen der KJ/TJ-Serie. Das radikale Styling der Fahrzeugfront fiel zuerst auf. Die winkligen Linien des Vorgängermodells waren verschwunden und wurden durch das ersetzt, was der neue Mitsubishi-Designvorstand als „Corporate Design“ für alle Mitsubishi-Fahrzeuge weltweit vorgab. Die Front der Schwestermodelle Magna / Verada hatte einen auffälligen geteilten Kühlergrill mit einem großen verchromten Zeichen, das die drei Diamanten zeigte – das gleiche, das auch auf dem turbogeladenen Evo VIII und dem kleinen Colt / Mirage zu sehen war. Außerhalb des Kühlergrills waren die Kotflügel eine schwungvolle Erscheinung und zeigten sich zusammen mit den dreieckigen Hauptscheinwerfern, einem gerundeten Kofferraumdeckel, einen gerundeten hinteren Stoßfänger und den vom TJ Magna übernommenen Rücklichtern (nur der VR-X hatte eine dunklere Rücklichtabdeckung). Das neue Erscheinungsbild wurde viel diskutiert und kam nicht gut bei den Käufern an. Dadurch sanken die Verkaufszahlen drastisch.
Der TL Magna hatte eine Reihe von verbesserten Sicherheitsdetails. Alle Modelle entsprachen den neuen Vorschriften über die Energieaufnahme und Stabilität bei Aufprall auf eine verformbare Barriere und Seitenaufprall. Airbags für Fahrer und Beifahrer gehörten zur Serienausstattung, ebenso wie die Seitenairbags in den Lehnen der Vordersitze. Obwohl sich der Radstand gegenüber den Vorgängern nicht geändert hatte, erzielte man einen größeren Fußraum für die Fondpassagiere durch eine andere Ausbildung der Vorder- und Rücksitze. Andere Veränderungen im Innenraum umfassten die erstmals beim Magna eingesetzten Luftaustrittsöffnungen für die Rücksitzpassagiere und einen elektrisch höhenverstellbaren Fahrersitz. Zum ersten Mal gab es auf Wunsch ein werksmäßig installiertes Navigationsgerät und die meisten Wagen hatten eine Klimaautomatik, aber ohne die vom Verada übernommene Anzeige des Vorgängers. Zur Kosteneinsparung wurden die Bedienschalter für die vorderen elektrischen Fensterheber bei den billigeren Ausführungen von den Türen auf die Mittelkonsole verlegt.
Mechanik und Antrieb des Magna und Verada blieben gegenüber den Vorgängern im Wesentlichen unverändert. Der 3,5-l-V6-Motor mit obenliegenden Nockenwellen und 24 Ventilen entwickelte 155 kW Leistung bei 5.250 min−1 und ein Drehmoment von 316 Nm bei 4.000 min−1 bei Magna ES/LS und Verada Ei/Xi. Der Magna VR/VR-X und der Verada GTVi behielten ihre verbesserte 3,5-l-V6-Maschine, die 163 kW bei 5.250 min−1 leistete und ein Drehmoment von 317 Nm bei 4.500 min−1 entwickelte. Alle Limousinen hatten Stabilisatoren hinten.
Bereits im Juli 2003 wurden die ersten TL Magna ausgeliefert.

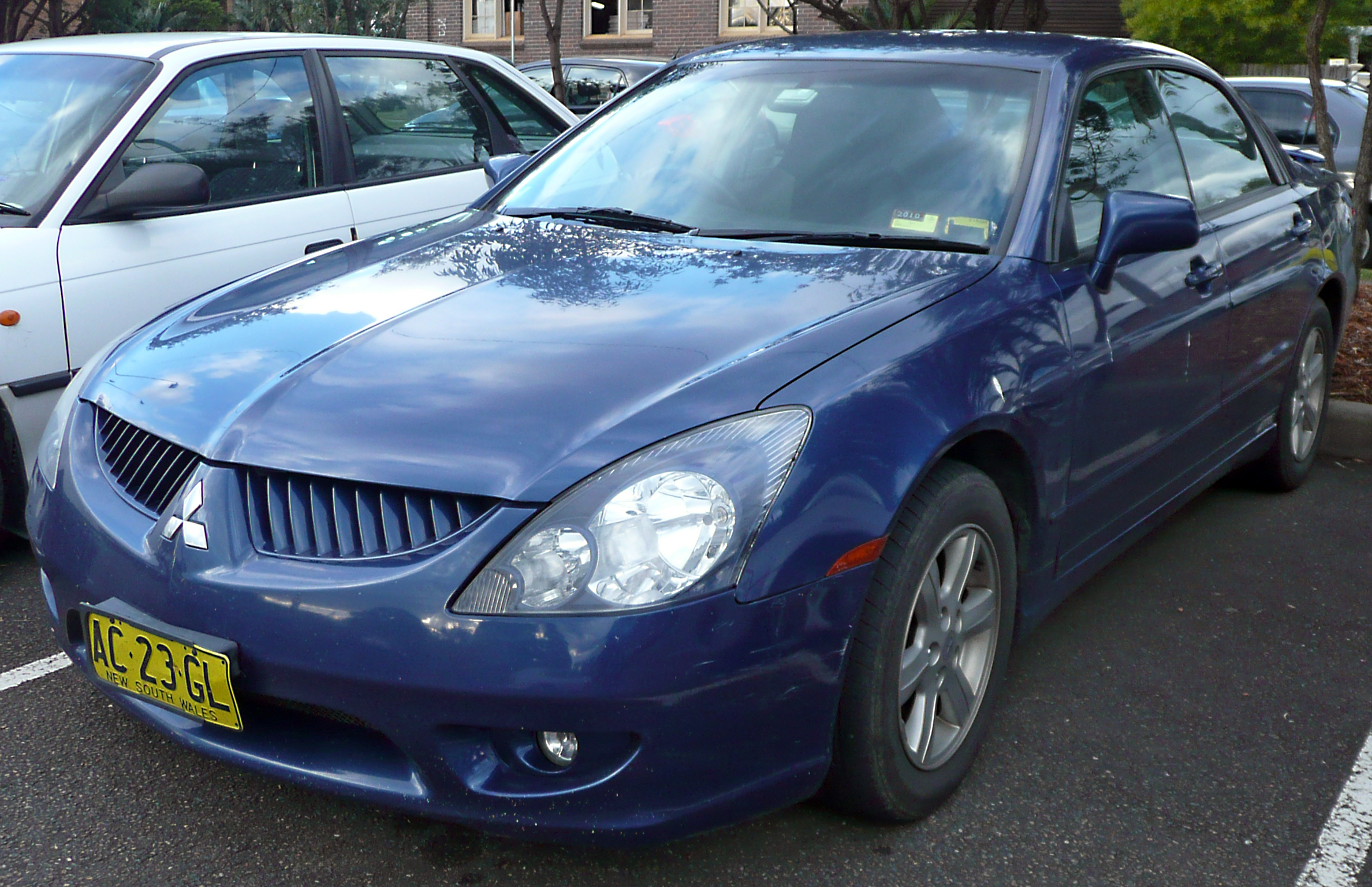
Mitsubishi TW Magna VR-X AWD (2004–2005)

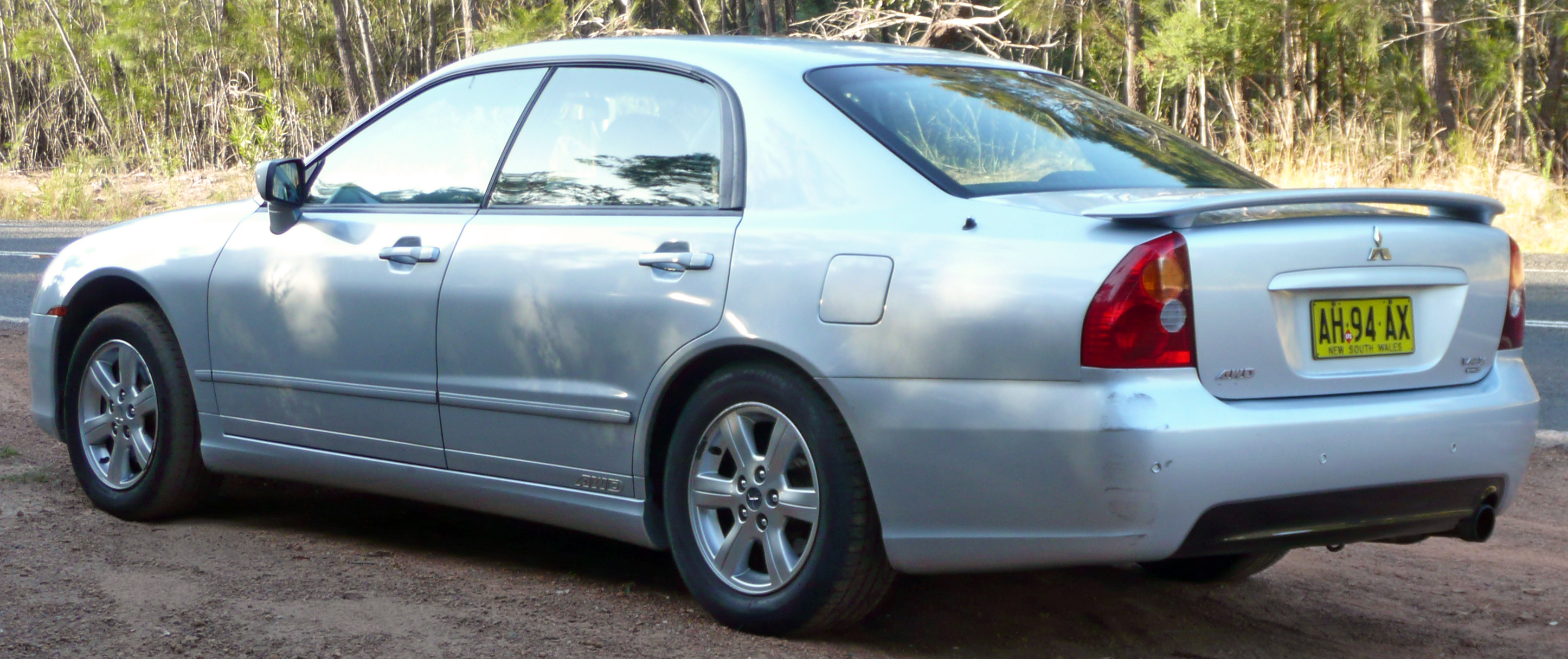
Mitsubishi TW Magna VR-X AWD (2004–2005)

Ein kleineres Facelift ließ die TL-Serie zum TW Magna werden und die KL-Serie zum KW Verada. Sie wurden Ende 2004 eingeführt und sind an einem Schild „Serie II“ und Scheinwerferumrandungen in Wagenfarbe zu erkennen.
Um der nachlassenden Nachfrage zu begegnen, stattete man Ende 2004 die Wagen mit einer verlängerten Garantie aus. Dies half, den Lagerbestand zu reduzieren, eine wichtige Forderung für den geplanten Übergang zum Nachfolger 380. Die verbesserte Garantie umfasste 3–5 Jahre und eine Kilometerleistung von 130.000 – je nachdem, was zuerst eintritt – und für die Antriebskomponenten weitere 5 Jahre oder 30.000 km – aber nur für den Erstbesitzer.
Die Reihe wurde durch eine Werbekampagne vermarktet, die den Direktor Tom Phillips erklären ließ: „Wenn Sie ein besseres Auto finden – kaufen Sie es!“ Diese Idee hatte schon Lee Iacocca in den 1980er-Jahren gehabt, als er amerikanischen Chrysler-Käufern denselben Rat gab. Diese Garantie in Verbindung mit der großen Werbekampagne und kräftigen Preisnachlässen ließ die Halde von 8.000 TL Magna (2004) und TW Magna (2004/2005) verschwinden. Die Garantie galt für alle Mitsubishi-Fahrzeuge ab dem 1. Dezember 2004.
Obwohl viele Neuwagenkäufer die Magna-Reihen TL und TW verschmähten, wurden diese Fahrzeuge auf dem Gebrauchtwagenmarkt populär, da sie von guter Qualität und großer Zuverlässigkeit bei moderatem Preis waren. Besonders gesucht waren Gebrauchtwagen von Regierungsbehörden, die als Taxis umgebaut und in Südaustralien, dem Herstellungsland des Magna, eingesetzt wurden.
2005 brachte die in Westaustralien ansässige Firma Sprintex einen Kompressor für den 3,5-l-V6 heraus, der dem Motor zu einer Leistung von 225 kW und einem Drehmoment von 422 Nm verhalf.
Folgende Modelle wurden angeboten:
TE (1996–1997)
- Executive (2,4 l R4 und 3,0 l V6)
- Advance (3,0 l V6)
- Altera (2,4 l R4 und 3,0 l V6)
- Altera LS (3,0 l V6)

TF (1997–1998)
- Executive (2,4 l R4 und 3,0 l V6)
- Advance (3,0 l V6)
- Altera LS (3,0 l V6)
- Sports (3,0 l V6)

- Sondermodell:
- Solara (auf Basis des Executive; 3,0 l V6)

TH (1999–2000)
- Executive (3,0 l V6 oder 3,5 l V6)
- Executive LS (3,5 l V6, Juni 2000)
- Advance (3,5 l V6)
- Altera LS (3,5 l V6, nur 1999)
- Sports (3,5 l V6)

- Sondermodelle:
- Solara (auf Basis des Advance; 3,5 l V6)
- V6 Si (auf Basis des Executive; 3,5 l V6)

Bemerkung: Die ersten ca. 30 TH Magna wurden im Dezember 1998 gebaut.
TJ I/II (2000–2003)
- Executive (3,0 l V6 oder 3,5 l V6 {der 3,0 l V6 lief am 1. August 2002 aus})
- Advance (3,5 l V6)
- AWD (ab 2002) (3,5 l V6)
- Sports (auf 163 kW verstärkter 3,5 l V6, Kombi Ende 2001 eingeführt)
- Sports AWD
- VR-X (auf 163 kW verstärkter 3,5 l V6)
- Ralliart (nur 2002, auf 180 kW verstärkter 3,5 l V6)

- Sondermodelle:
- Solara (2 Versionen, beide auf Basis des Advance; 3,5 l V6)
- V6 Si (auf Basis des Executive; 3,5 l V6)
- Commonwealth Games (auf Basis des Executive und nur 2002; 3,5 l V6)
- Limited Edition (als „L.E.“ bezeichnet und auf Basis des Advance mit Verada-Teilen; 3,5 l V6)
- VR-X Limited Edition (ca. 200 Stück Mitte 2001)
- VR-X mit gelber Lackierung (ca. 50 Stück 2002–2003)

TL (2003–2004) (alle Modelle 3,5 l V6)
- ES (ersetzte den Executive)
- LS (ersetzte den Advance)
- AWD
- VR (ersetzte den Sports)
- VR AWD
- VR-X

- Sondermodelle
- Solara (auf Basis des ES)
- VR Ralliart (nur 2004)
- VR-X Ralliart (nur 2004)

TW (2004–2005) (alle Modelle 3,5 l V6)
- ES
- LS (Allradantrieb serienmäßig)
- VR (nur Kombi)
- VR-X
- VR-X AWD